# Honda Grace
Honda Grace — гибридный автомобиль японской компании Honda. Выпускается в Японии с 2014 года и продается только на местном рынке.
Четырёхдверный седан Honda Grace собирается в двух кузовах; DAA-GM4 и DAA-GM5. Силовая установка состоит из бензинового и электрического двигателя. Гибридная система — Honda SPORT HYBRID Intelligent Dual Clutch Drive. На автомобиль устанавливается 4-цилиндровый бензиновый двигатель, объёмом 1496 см³. Модель двигателя LEB, мощность 110 лошадиных сил, степень сжатия 13,5. Основные меры по повышению эффективности использования топлива: гибридная система, работа двигателя по циклу Аткинсона, автоматическое отключение двигателя на холостом ходу (система «старт-стоп»), электрический усилитель руля. Электрический двигатель H1 выдаёт максимальную мощность 22 киловатта (29,5 лошадиных сил).
В 2017 году модель подверглась модернизации, главным пунктом которой стала установка комплекса Honda Sensing. Комплекс Honda Sensing включает в себя адаптивный круиз-контроль, системы автоматического торможения, удержания в полосе, считывания дорожных знаков и переключения с дальнего света на ближний, функцию оповещения о том, что стоящая впереди машина начала движение. Снаружи у автомобиля изменили бамперы и решётку радиатора, дорогие версии оснащаются светодиодными фарами. В салоне — новая обивка сидений и диодные лампы освещения. Медиасистема обзавелась расширенным функционалом.

## Комплектации
| Комплектация | Кузов   | Рабочий объём | Масса   | Трансмиссия | Привод   | Расход топлива |
| ------------ | ------- | ------------- | ------- | ----------- | -------- | -------------- |
| Hybrid DX    | DAA-GM4 | 1496 см³      | 1170 кг | 7 AT        | передний | 34,4 км/л      |
| Hybrid LX    | DAA-GM4 | 1496 см³      | 1180 кг | 7 AT        | передний | 34,4 км/л      |
| Hybrid DX    | DAA-GM5 | 1496 см³      | 1240 кг | 7 AT        | полный   | 29,4 км/л      |
| Hybrid EX    | DAA-GM4 | 1496 см³      | 1200 кг | 7 AT        | передний | 31,4 км/л      |
| Hybrid LX    | DAA-GM5 | 1496 см³      | 1250 кг | 7 AT        | полный   | 29,4 км/л      |
| Hybrid EX    | DAA-GM5 | 1496 см³      | 1270 кг | 7 AT        | полный   | 29,4 км/л      |